# 內拉峰

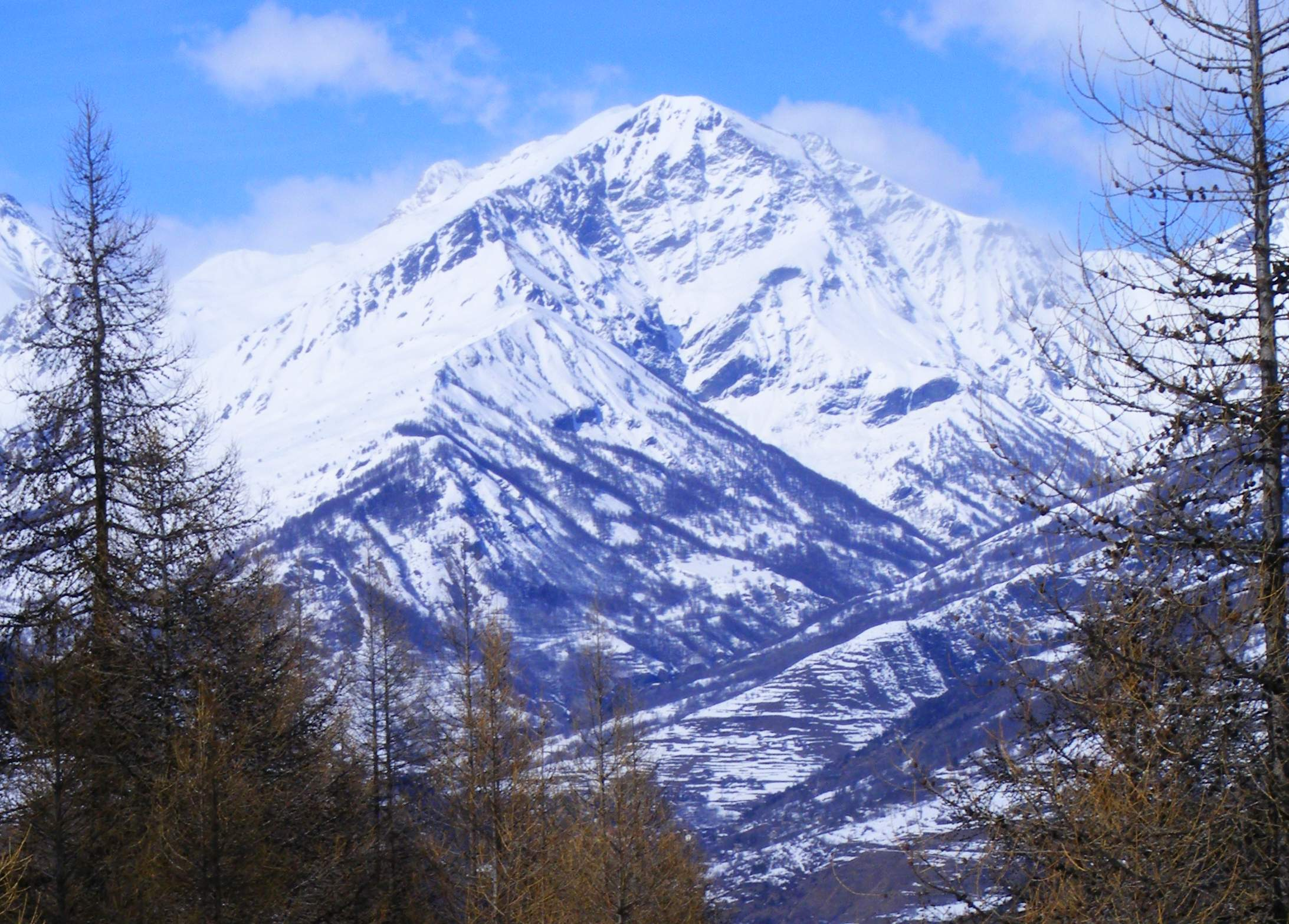

內拉峰（法語：Punta Nera），是西歐的山峰，位於法國和意大利接壤的邊境，由奧文尼-隆-阿爾卑斯大區和皮埃蒙特大區負責管轄，屬於科蒂安阿爾卑斯山脈中塞爾斯山的一部分，海拔高度3,047米，山體由片岩組成。